# Wienerschnitzel

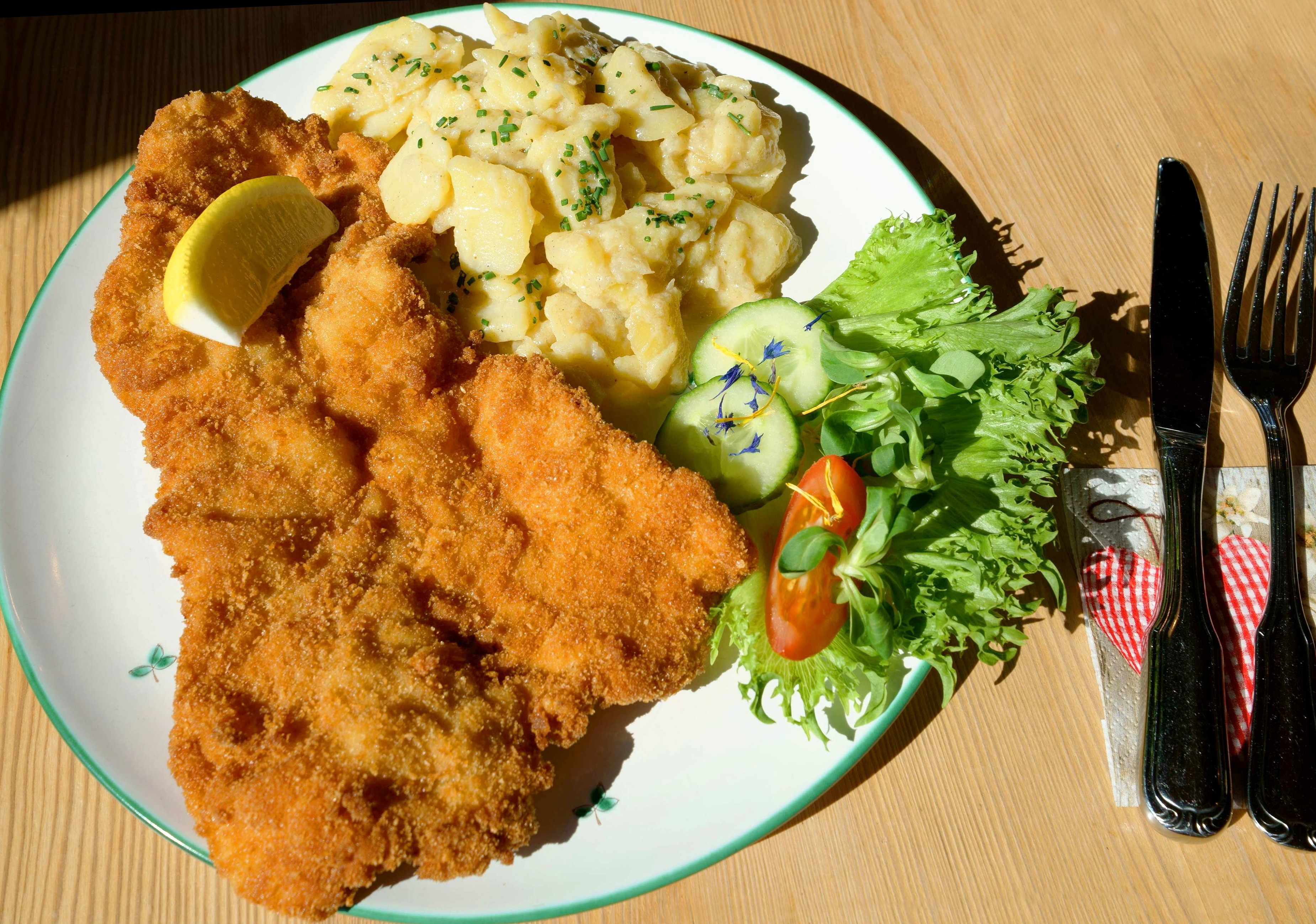
"Äkta" wienerschnitzel av kalvkött, därtill potatissallad, grönsallad och en citronklyfta, serverad på en österrikisk restaurang.

Wienerschnitzel (tyska: Wiener Schnitzel) är en maträtt bestående av en stekt dubbelpanerad skiva kalvkött. En äkta wienerschnitzel får inte innehålla fläskkött istället för kalvkött. Wienerschnitzel är en nationalrätt i Österrike och uppkallad efter Österrikes huvudstad Wien; den är välbekant i Sverige där den kopplats samman med Holsteiner schnitzel. Schnitzeln serveras med olika tillbehör.

## Historia
Namnet wienerschnitzel började först användas i slutet av 1800-talet. Maträtten kallades tidigare eingebröselte Kalbsschnitzel, vilket bland annat användes i en sydtysk kokbok av Katharina Prato 1907.
Maträtten tillhör det österrikiska kökets mest berömda specialiteter, men har förmodats komma från norra Italien där en liknande maträtt, cotoletta alla milanese ('milanesisk kotlett'), tillagas. En teori menar att det var 1857 som fältmarskalken Radetzky tog med sig cotoletta alla milanese till Wien. Däremot finns motsvarande recept i en österrikisk kokbok från 1700-talet, och epitetet "Wiener" finns med i ett kokboksrecept från 1831.

## Tillagning
| Wienerschnitzel före och efter utplattningen. |  | Wienerschnitzel före och efter utplattningen. |
| Wienerschnitzel före och efter utplattningen. |  |                                               |

Wienerschnitzel görs på tunna skivor kalvinnanlår, ofta utplattade för att bli ännu tunnare och stora. Tjockleken är individuell men ligger i allmänhet omkring 6 mm. Skivorna dubbelpaneras, det vill säga vänds först i mjöl, sedan i ägg och slutligen i ströbröd. Sedan steks de varsamt i en stekpanna med smör eller ister vid 160–170 °C tills de är gyllenbruna på båda sidor. I Wien är wienerschnitzeln större och hårdare stekt än den vanligtvis är i Sverige.

## Tillbehör
Wienerschnitzel garneras traditionellt med en skiva eller klyfta citron.
Vanligtvis serveras schnitzel med pommes frites, kokt potatis, stekt potatis eller ris. Enligt österrikisk sed serveras wienerschnitzel med en typ av varm potatissallad. Den kan vara gjord på skivad kokt potatis, vinäger, olivolja, salt och peppar. Även grönsallad brukar förekomma som tillbehör i Österrike. I Sverige serveras den traditionellt med stekt potatis och kokta gröna ärter.
Det, i Skandinavien, "klassiska wienergarnityret" bestående av kapris rullad i en sardellfilé eller ansjovis (skarpsill) är ovanligt i Österrike. Däremot förekom det schnitzel med kapris och sardeller i Wien kring år 1915.